# Ignaz von Giovanelli zu Gerstburg und Hörtenberg
Ignaz Freiherr von Giovanelli zu Gerstburg und Hörtenberg (* 5. April 1815 in Bozen; † 16. August 1889 in Innsbruck) war ein österreichischer Politiker.

## Leben
Ignaz Freiherr von Giovanelli zu Gerstburg und Hörtenberg, aus einer alten Tiroler Adelsfamilie stammend, Enkel des bekannten Joseph von Giovanelli, der 1809 mit Andreas Hofer die Landesverteidigung organisierte, studierte die Rechte, trat in den Staatsjustizdienst und war längere Zeit Assessor beim Landgericht in Innsbruck, dann Landgerichtsrat in Bozen und war zuletzt Oberlandesgerichtsrat in Innsbruck.
Seit 1861 Mitglied des Tiroler Landtags, erlangte er als Führer der Ultramontanen bald großen Einfluss und wurde in den Landesausschuss gewählt. Dem Reichsrat gehörte er als Mitglied des Abgeordnetenhauses seit 1867 an und schloss sich der Rechtspartei unter Karl Sigmund von Hohenwart an.